# Степне Коровино
Степне Коро́вино (рос. Степное Коровино, чув. Степное Коровино) — селище у складі Поріцького району Чувашії, Росія. Входить до складу Нікулінського сільського поселення.
Населення — 56 осіб (2010; 76 у 2002).
Національний склад:
- росіяни — 87 %